# Oxalis orbicularis
Oxalis orbicularis är en harsyreväxtart som beskrevs av Salter. Oxalis orbicularis ingår i släktet oxalisar, och familjen harsyreväxter. Inga underarter finns listade i Catalogue of Life.